# По Ечаніс
По Ечаніс (29 травня 2001 , Сан-Себастьян, Країна Басків ) — іспанський веслувальник, бронзовий призер Олімпійських ігор 2024 року.

## Виступи на Олімпіадах
| Олімпіада  | Дисципліна        | Місце |
| ---------- | ----------------- | ----- |
| Париж 2024 | байдарки-одиночки | 3     |

## Зовнішні посилання
- По Ечаніс на сайті International Canoe Federation (англійська)
- По Ечаніс на сайті Olympics.com (англійська)